# Bridger Bay
Die Bridger Bay ist eine 4 km breite und halbkreisförmige Bucht an der Nordküste von Coronation Island im Archipel der Südlichen Orkneyinseln. Sie liegt westlich des Tickell Head.
Der britische Walfängerkapitän George Powell (1794–1824) und sein US-amerikanisches Pendant Nathaniel Palmer entdeckten die Bucht gemeinsam im Dezember 1821. Der Falkland Island Dependencies Survey (FIDS) nahm zwischen 1956 und 1958 Vermessungen der Bucht vor. Das UK Antarctic Place-Names Committee benannte sie am 7. Juli 1959 nach John Frederick Douglas Bridger (1930–1994), der an den Vermessungsarbeiten des FIDS auf Coronation Island und Signy Island beteiligt war.